# Osterlands voetbalkampioenschap 1928/29
In 1928/29 werd het zesde Osterlands voetbalkampioenschap gespeeld, dat georganiseerd werd door de Midden-Duitse voetbalbond. Wacker Gera werd kampioen en plaatste zich voor de Midden-Duitse eindronde. 
De club had een bye in de eerste ronde en verloor dan van Chemnitzer BC.

## Gauliga
| Plaats | Club                     | Wed. | W  | G | V  | Saldo | Ptn.  |
| ------ | ------------------------ | ---- | -- | - | -- | ----- | ----- |
| 1.     | FC Wacker 1910 Gera      | 18   | 13 | 3 | 2  | 97:35 | 29:7  |
| 2.     | SpVgg 04 Gera            | 18   | 12 | 4 | 2  | 57:25 | 28:8  |
| 3.     | VfB Pößneck              | 18   | 9  | 2 | 7  | 66:43 | 20:16 |
| 4.     | FC Concordia Gera-Reuß   | 18   | 10 | 0 | 8  | 65:52 | 20:16 |
| 5.     | SpVgg 1914 Neustadt/Orla | 18   | 8  | 2 | 8  | 44:51 | 18:18 |
| 6.     | SV Schmölln 1913         | 18   | 8  | 0 | 10 | 42:53 | 16:20 |
| 7.     | 1. FC Greiz              | 18   | 6  | 3 | 9  | 39:53 | 15:21 |
| 8.     | PSV Gera                 | 18   | 6  | 2 | 10 | 38:48 | 14:22 |
| 9.     | FC Thüringen Weida       | 18   | 5  | 3 | 10 | 33:58 | 13:23 |
| 10.    | VfB Ronneburg            | 18   | 3  | 1 | 14 | 26:89 | 7:29  |

|  | Kampioen, geplaatst voor Midden-Duitse eindronde |
|  | Degradatie                                       |